# Nhật thực 4 tháng 12, 2021
| ←10 tháng 6, 2021 | 30 tháng 4, 2022 → |
| ----------------- | ------------------ |

Nhật thực toàn phần sẽ xảy ra vào ngày 04 tháng 12, năm 2021. Một nhật thực xảy ra khi mặt trăng đi qua giữa Trái Đất và Mặt Trời, do đó hoàn toàn hoặc một phần làm lu mờ hình ảnh của mặt trời cho một người xem trên Trái Đất. Nhật thực toàn phần xảy ra khi đường kính biểu kiến của Mặt Trăng lớn hơn Mặt trời, chặn tất cả ánh sáng mặt trời trực tiếp, biến ngày thành bóng tối. Hiện tượng toàn phần xảy ra trong một đường hẹp trên bề mặt Trái Đất, với nhật thực một phần có thể nhìn thấy trên một vùng xung quanh rộng hàng nghìn km. Lần nguyệt thực này sẽ không bình thường vì đường đi của nguyệt thực toàn phần sẽ di chuyển từ Đông sang Tây qua Tây Nam Cực, trong khi hầu hết các đường đi của nhật thực đều di chuyển từ Tây sang Đông. Sự đảo ngược này chỉ có thể thực hiện được ở các vùng cực. Con đường của nó qua Nam Cực sẽ băng qua gần Đảo Berkner, đi qua một vòng cung qua lục địa, thoát ra và đi qua Đảo Shepard.

## Hình ảnh
Đường đi mô phỏng

## Các nhật thực khác

### 2018 - 2021
Mỗi một lượt trong chuỗi chu kỳ nhật thực lặp lại sau khoảng 177 ngày và 4 giờ (một chu kỳ) tại các giao điểm xen kẽ của quỹ đạo Mặt Trăng.
Lưu ý: Nhật thực một phần vào ngày 15 tháng 2 năm 2018 và ngày 11 tháng 8 năm 2018, xảy ra trong loạt kỳ.
| Nhật thực từ năm 2018 đến 2021 | Nhật thực từ năm 2018 đến 2021 | Nhật thực từ năm 2018 đến 2021 | Nhật thực từ năm 2018 đến 2021 | Nhật thực từ năm 2018 đến 2021 | Nhật thực từ năm 2018 đến 2021 | Nhật thực từ năm 2018 đến 2021 |
| ------------------------------ | ------------------------------ | ------------------------------ | ------------------------------ | ------------------------------ | ------------------------------ | ------------------------------ |
| Điểm nút giảm                  | Điểm nút giảm                  | Điểm nút giảm                  |                                | Điểm nút tăng                  | Điểm nút tăng                  | Điểm nút tăng                  |
| Saros                          | Bản đồ                         | Gamma                          | Saros                          | Bản đồ                         | Gamma                          |                                |
| 117 Từ Melbourne, Úc           | 13 tháng 7, 2018 Một phần      |                                | 122 Từ Nakhodka, Nga           | 6 tháng 1, 2019 Một phần       |                                |                                |
| 127 Từ La Serena, Chile        | 2 tháng 7, 2019 Toàn phần      |                                | 132                            | 26 tháng 12, 2019 Hình khuyên  |                                |                                |
| 137                            | 21 tháng 6, 2020 Hình khuyên   |                                | 142                            | 14 tháng 12, 2020 Toàn phần    |                                |                                |
| 147 từ Hà Lan                  | 10 tháng 6, 2021 Hình khuyên   |                                | 152                            | 4 tháng 12, 2021 Toàn phần     |                                |                                |

### Saros 152
Bản mẫu:Solar Saros series 152